# Claro (Paraguay)
Claro (AMX Paraguay S.A.) es una empresa de telecomunicaciones paraguaya, propiedad del conglomerado mexicano América Móvil, el cual tiene varias filiales en Latinoamérica. Es la tercera empresa de telefonía móvil del Paraguay con mayor cantidad de usuarios, con 1.704.900 clientes para 2019, el 23 % del total de clientes en el país, detrás de Tigo y Personal.

## Historia
Claro ha pasado por varias transiciones antes de ser llamada así. En un principio era propiedad de la compañía china Hutchison Telecom, su marca comercial era conocida como Ñe'e de Copesa S.A. (Comunicaciones Personales S.A.) ofreciendo servicio de telefonía fija usando tecnología GSM en la banda PCS (1900) entre los años 2000 y 2002. A finales de 2002 la marca comercial pasó a denominarse Porthable, lanzando el servicio de telefonía móvil GSM.
En 2005, Hutchison Telecom vende sus operaciones de Paraguay a la compañía mexicana América Móvil, desde entonces el nombre legal de la empresa telefónica pasó a ser AMX Paraguay S.A., mientras que la marca comercial pasó a llamarse CTI Móvil. A finales de 2007, CTI Móvil lanza el servicio 3G móvil, siendo pionera en el país.
En abril de 2008, CTI Móvil pasó a llamarse Claro hasta la actualidad, al igual que en varios países de la región. En abril de 2011, Claro lanza su servicio de televisión digital por satélite (DTH) llamado Claro TV, el primero del país. En abril de 2016, es lanzada el servicio 4G-LTE usando espectro de la banda 4 AWS (1700/2100) que fue adjudicada el año anterior.
En enero de 2018 la Comisión Nacional de Telecomunicaciones (Conatel) adjudica a Claro espectro en la banda 28 (700 MHz) para extender el servicio 4G LTE.